# Confession de foi
Une confession de foi est une déclaration des croyances partagées d'une communauté religieuse sous une forme structurée par des sujets résumant les principes doctrinaux.

## Judaïsme
Dans le judaïsme, il y a les 13 principes de foi de Maïmonide.

## Christianisme
Les formulations les plus anciennes des principaux points de la foi chrétienne de l'Église primitive sont en général appelées symboles. La première confession de foi établie au sein du christianisme a été le symbole de Nicée-Constantinople en l'an 325. Elle a été établie afin de résumer les fondements de la foi chrétienne et protéger les croyants des fausses doctrines. Toutefois le Symbole des apôtres dont l'origine exacte reste mystérieuse, semble tout aussi ancien. Ces deux symboles seront complétés par le Symbole d'Athanase, écrit sans doute au VIe siècle. Ces symboles anciens sont dits œcuméniques car ce sont des confessions de foi reconnues par la très grande majorité des chrétiens.
Diverses confessions chrétiennes issues du protestantisme, dont le christianisme évangélique, ont publié des confessions de foi comme base de la communion entre les églises d'une même confession chrétienne,.

### Quelques confessions de foi protestantes
- Confession de Schleitheim, anabaptisme, 1527
- Confession tétrapolitaine, 1530
- Confession d'Augsbourg, luthéranisme, 1530
- Confession de foi calviniste de 1537
- Confession de La Rochelle, calvinisme, 1559
- Trente-neuf articles, anglicanisme, 1562
- Confession des remontrants, arminianisme, 1621
- Confession de foi baptiste de 1644, baptisme, 1644
- Confession de foi de Westminster, presbytérianisme, 1647
- Déclaration de Savoie, églises congrégationalistes, 1688
- Déclaration de vérités fondamentales des Assemblées de Dieu, pentecôtisme, 1916

## Islam
Dans l’islam, il y a les six axiomes de la Foi.